# 近畿日本法隆寺駅
近畿日本法隆寺駅（きんきにっぽんほうりゅうじえき）は、かつて奈良県生駒郡斑鳩町興留にあった近畿日本鉄道（近鉄）法隆寺線の駅（廃駅）である。

## 歴史
- 1915年（大正4年）2月7日：天理軽便鉄道の新法隆寺駅として開業。
- 1921年（大正10年）1月1日：天理軽便鉄道が大阪電気軌道に買収され、同社天理線の駅となる。
- 1922年（大正11年）4月1日：当駅 - 平端間が法隆寺線となる。
- 1928年（昭和3年）7月1日：大軌法隆寺駅に改称。
- 1932年（昭和7年）7月29日：大和安堵駅寄りへ当駅を移転。営業キロを0.2 km短縮。
- 1941年（昭和16年）3月15日：関急法隆寺駅に改称。
- 1944年（昭和19年）6月1日：近畿日本鉄道の駅となり、近畿日本法隆寺駅に改称。
- 1945年（昭和20年）2月11日：法隆寺線が不要不急線として休止したため、同時に当駅の営業を休止。
- 1952年（昭和27年）4月1日：法隆寺線の廃止により廃駅となる。

## 駅周辺
駅周辺は西日本旅客鉄道（JR西日本）関西本線（大和路線）法隆寺駅南口にある、バスのロータリーになっている。駅構内に線路跡の枕木跡は残っている。

## 隣の駅
近畿日本鉄道
法隆寺線
近畿日本法隆寺駅 - 大和安堵駅